# Cathédrale Saint-Jean de Denver
La Cathédrale Saint-Jean de Denver est une cathédrale de l'Église épiscopalienne des États-Unis. Elle est située aux États-Unis dans l'État du Colorado, dans la ville de Denver.

## Historique
Le bâtiment a été construit à l'emplacement d'une ancienne cathédrale détruite par un incendie en 1903 .
Les travaux ont duré de 1909 à 1911. La conception originale prévoyait deux transepts, un chœur et une grande tour qui n'ont jamais été construits. Seule la nef en calcaire a été achevée.
L'architecte est l'agence new-yorkaise Tracy and Swartwout qui s'est inspiré du style néo-gothique
Elle a été classée monument historique en 1975 en étant ajoutée au Registre national des lieux historiques des États-Unis

## Dimensions
Les dimensions de l'édifice sont les suivantes ;

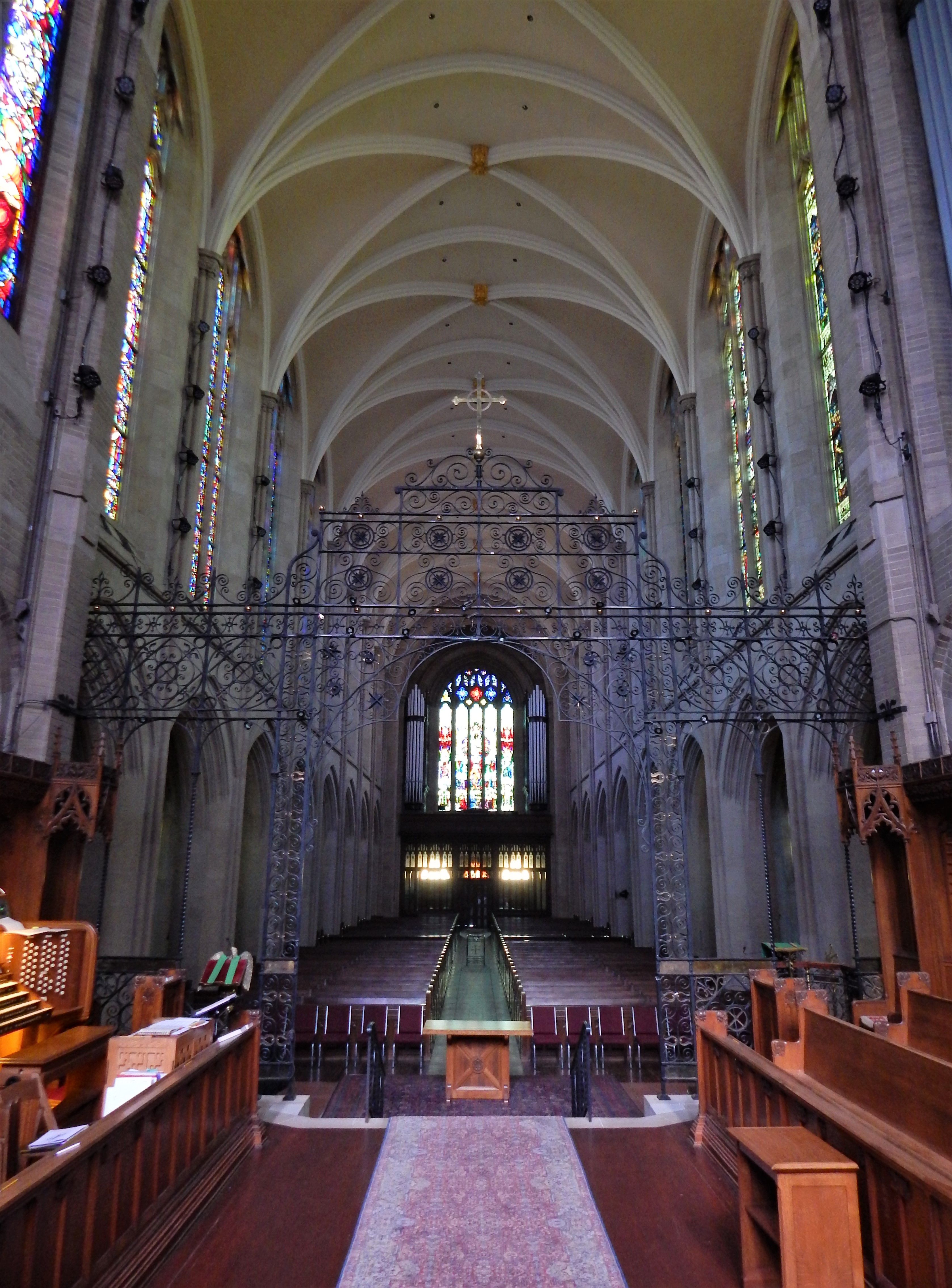
Intérieur de la cathédrale

- hauteur sous plafond : 19,8 m ;
- longueur : 56,4 m ;
- largeur : 15,85 m.